# Гаагский договор (1625)
Гаагский договор (англ. Treaty of Den Haag) — договор, подписанный 9 декабря 1625 года в Гааге Данией с одной стороны, и Англией и Соединёнными провинциями — с другой.

## Предыстория
Летом 1625 года датский король Кристиан IV двинул свои войска на защиту германских протестантов. Однако формального объявления войны между королём и императором не было, и Тилли запросил у Кристиана объяснений относительно его намерений. Кристиан ответил, что он, как президент Нижнесаксонского округа Священной Римской империи, счёл необходимым принять меры для усиления обороны. Поэтому армии остались на местах, а датский король стал пытаться скрепить альянс своих союзников.

## Договор
В декабре 1625 года датский король подписал в Гааге договор с Англией и Соединёнными провинциями, надеясь, что те предоставят ему войска и деньги.

## Итоги и последствия
Английский и голландский парламенты уже снабдили деньгам Мансфельда в 1624 году и Христиана Брауншвейгского — в 1625 году. Теперь они решили, что датскому королю будет достаточно послать небольшое войско из насильно завербованных рекрутов под началом полковника Моргана. Это было совсем не то, чего он ждал.